# Gewone buidelmol
De gewone buidelmol of itjaritjari (Notoryctes typhlops) is een buidelmol die voorkomt in zandige bodems in de binnenlanden van Australië. De kleine buidelmol (N. caurinus) van de kust van West-Australië werd lange tijd ook tot deze soort gerekend, maar de omstandigheden in vegetatie, bodem en klimaat aldaar verschillen in zodanige mate van die in de binnenlanden dat het zeer onwaarschijnlijk is dat er maar één soort is. De gewone buidelmol is in 1889 ontdekt en kreeg toen de naam Psammoryctes typhlops; later moest de naam Psammoryctes in Notoryctes veranderd worden. Van de twee soorten buidelmollen is deze soort het best bekend.

## Kenmerken

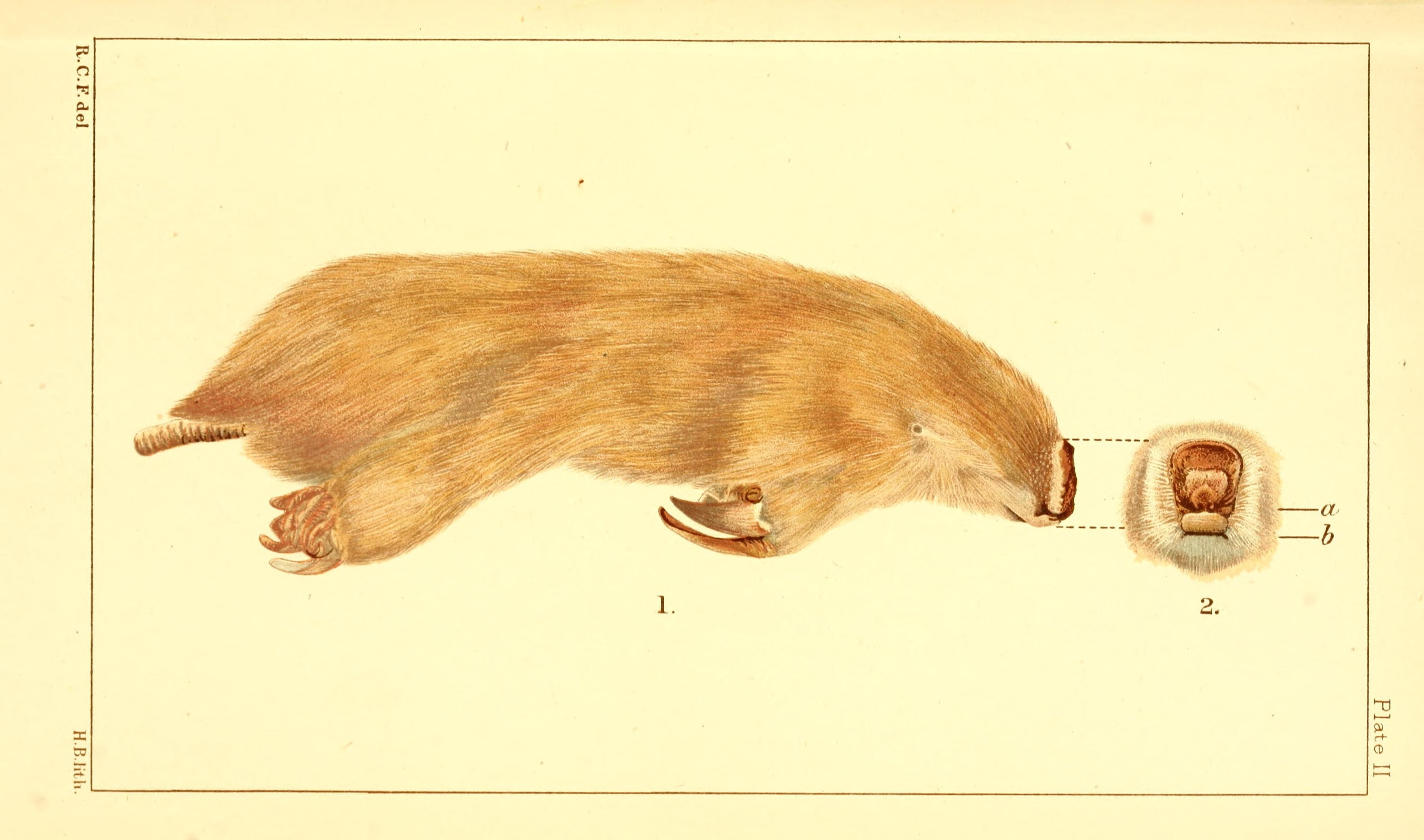

De zijdeachtige, vaalwitte tot kaneelbruine vacht wordt gepolitoerd door het vele graven en krijgt vaak een dieprode tint door de ijzermineralen in de bodem. De achterpoten bevatten 3 grote klauwen en de voorpoten dubbele, schopvormige nagels. De kleine ogen en oren zijn in de vacht verborgen. De lichaamslengte bedraagt tussen de 12 en 18 cm, met een 2 tot 2,5 cm lange staart. Het gewicht ligt tussen de 40 en 70 gram.

## Leefwijze
De gewone buidelmol graaft tot 2,5 m diepe gangen in zandwoestijnen, duingraslanden en struwelen. Dit solitaire dier zwemt als het ware door het rulle zand, dat achter hem terugvalt, zodat geen gangen achterblijven. Het voedsel bestaat uit zwammen, knollen, insectenlarven, duizendpoten en soms toevallig passerende kleine dieren, zoals kleine hagedissen. De prooien worden verschalkt door de smalle gangen, die ze maken, op tast- en reukzin te volgen. Na regenval wordt ook wel bovengronds naar voedsel gezocht.

## Voortplanting
De buidel waarin het vrouwtje haar 1 tot 2 jongen draagt, opent achterwaarts, zodat er geen zand in komt.
Kleine buidelmol (N. caurinus) · Gewone buidelmol (N. typhlops)